# Hypocrita dejanira
Hypocrita dejanira là một loài bướm đêm thuộc phân họ Arctiinae, họ Erebidae.